# Bhakri

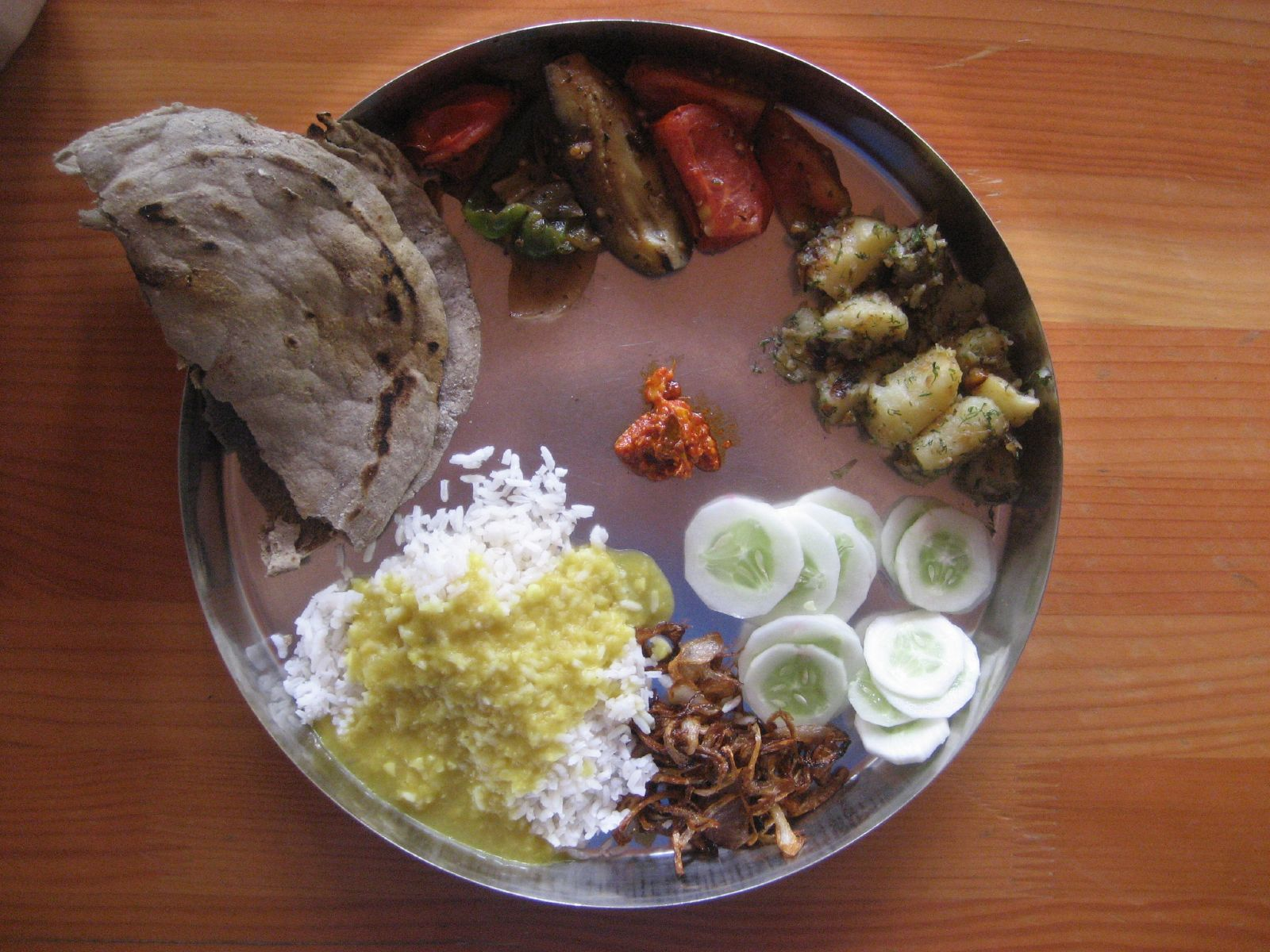
Bhakri (arriba a la izquierda) servido como parte de una comida vegetariana.

El bhakri (भाकरी) o dhebra es un pan plano sin levadura redondo frecuente en la cocina del centro y oeste de la India, particularmente en los estados de Maharashtra, Gujarat, norte de Karnataka y Goa. Es más tosco que un chapati y puede compararse por su dureza con una galleta.
El bhakri es un alimento básico indio, hecho principalmente de harina de trigo, de jowar (sorgo), de bajra (mijo perla), de nachni (mijo coracán) e incluso de arroz (en la provincia de Konkan), además de aceite y agua. Ha sido tradicionalmente una comida campesina, llevada a la granja al amanecer y elaborada tanto para desayunar como para almorzar.
En el campo, el bhakri servía incluso como plato en el que servir el chutney o thecha con el que se acompañaba. En la actualidad, el bhakri ha sido sustituido por rotis y phulkas, pero sigue contando con adeptos. Típicamente el bhakri se acompaña con pitla (un estofado de harina de garbanzo), pero puede servirse también con curri, chutney de ajo, thecha (una pasta espesa de guindilla verde o roja), recetas de verdura de hoja y cebolla cruda. En algunas partes de Karnataka del Norte se sirve relleno de curri de brinjal (berenjena).